# Diamantgoerami
De Diamantgoerami (Trichopodus leerii) is een tropische vis die ook als aquariumvis gehouden wordt. Hij behoort tot de familie van de Goerami's.

## Kenmerken
Deze aquariumvis heeft een lichtgevlekte bruine huid met een goudgele keel en draadvormige buikvinnen.

## Verspreiding en leefgebied
Deze soort komt oorspronkelijk voor in Azië (Maleisië en Thailand).